# Śmiałek
Śmiałek (Deschampsia P. Beauv.) – rodzaj roślin należący do rodziny wiechlinowatych. Obejmuje 62 gatunki. Rośliny te występują na wszystkich kontynentach (włącznie z Antarktydą – śmiałek antarktyczny D. antarctica jest najdalej na południe rosnącą rośliną kwiatową), przy czym najbardziej zróżnicowane są w strefie klimatu umiarkowanego na półkuli północnej. Do flory Polski należą dwa gatunki: śmiałek darniowy D. caespitosa i śmiałek szczeciniasty D. setacea. Zaliczany tu śmiałek pogięty (jako D. flexuosa) współcześnie klasyfikowany jest w osobnym rodzaju Avenella jako Avenella flexuosa.
Są to zwykle trawy kępiaste z szorstkimi liśćmi. Niektóre są istotnymi gatunkami pastewnymi.

## Systematyka
Pozycja systematyczna
Rodzaj należący do rodziny wiechlinowatych (Poaceae). W obrębie rodziny należy do podrodziny wiechlinowych (Pooideae), plemienia Poeae, podplemienia Airinae.
We współczesnych ujęciach niektóre gatunki tu dawniej zaliczane wyodrębniane są w osobne rodzaje Vahlodea i Avenella.
Wykaz gatunków
- Deschampsia airiformis (Steud.) Benth. & Hook.f. ex B.D.Jacks.
- Deschampsia ampliflora (Tovar) Romasch., P.M.Peterson, Soreng & Barberá
- Deschampsia amurensis Prob.
- Deschampsia angusta Stapf & C.E.Hubb.
- Deschampsia antarctica É.Desv. – śmiałek antarktyczny
- Deschampsia argentea (Lowe) Lowe
- Deschampsia aurea (Munro ex Wedd.) Saarela
- Deschampsia baicalensis Tzvelev
- Deschampsia barkalovii Prob. & Tzvelev
- Deschampsia berteroniana (Kunth) F.Meigen
- Deschampsia bolanderi (Thurb.) Saarela
- Deschampsia boyacensis (Swallen & García-Barr.) Romasch., P.M.Peterson, Soreng & Barberá
- Deschampsia cespitosa (L.) P.Beauv. – śmiałek darniowy
- Deschampsia chapmanii Petrie
- Deschampsia christophersenii C.E.Hubb.
- Deschampsia chrysantha (J.Presl) Saarela
- Deschampsia chrysostachya (É.Desv.) Romasch., P.M.Peterson, Soreng & Barberá
- Deschampsia cordillerarum Hauman
- Deschampsia danthonioides (Trin.) Benth.
- Deschampsia domingensis Hitchc. & Ekman
- Deschampsia elongata (Hook.) Munro
- Deschampsia eminens (J.Presl) Saarela
- Deschampsia gayana (Steud.) Romasch., P.M.Peterson, Soreng & Barberá
- Deschampsia gracillima Kirk
- Deschampsia gulariantzii Prob. & Tzvelev
- Deschampsia hackelii (Lillo ex Stuck.) Saarela
- Deschampsia hultenii Prob., Tzvelev & Chiapella
- Deschampsia ircutica Tzvelev & Prob.
- Deschampsia kingii (Hook.f.) É.Desv.
- Deschampsia klossii Ridl.
- Deschampsia koelerioides Regel
- Deschampsia komandorensis Prob.
- Deschampsia laguriensis Prob. & Tzvelev
- Deschampsia laxa Phil.
- Deschampsia leskovii Tzvelev
- Deschampsia liebmanniana (E.Fourn.) Hitchc.
- Deschampsia looseriana Parodi
- Deschampsia magadanica Tzvelev & Prob.
- Deschampsia media (Gouan) Roem. & Schult.
- Deschampsia mejlandii C.E.Hubb.
- Deschampsia mendocina Parodi
- Deschampsia mildbraedii Pilg.
- Deschampsia nubigena Hillebr.
- Deschampsia ovata (J.Presl) Saarela
- Deschampsia parvula (Hook.f.) É.Desv.
- Deschampsia patula (Phil.) Skottsb.
- Deschampsia podophora (Pilg.) Saarela
- Deschampsia pseudokoelerioides  Prob. & Tzvelev
- Deschampsia pusilla Petrie
- Deschampsia robusta C.E.Hubb.
- Deschampsia sajanensis Prob. & Tzvelev
- Deschampsia santamartensis Sylvester & Soreng
- Deschampsia seledetzii Tzvelev & Prob.
- Deschampsia setacea (Huds.) Hack. – śmiałek szczeciniasty
- Deschampsia shiretokoensis Tzvelev & Prob.
- Deschampsia shumshuensis Prob. & Tzvelev
- Deschampsia sichotensis Prob., Tzvelev & Chiapella
- Deschampsia susumanica Prob. & Chiapella
- Deschampsia tenella Petrie
- Deschampsia teretifolia (Laegaard) Romasch., P.M.Peterson, Soreng & Barberá
- Deschampsia venustula Parodi
- Deschampsia wacei C.E.Hubb.